# I Won’t Break
I Won’t Break – singel rosyjskiej piosenkarki Juliji Samojłowej, wydany cyfrowo 11 marca 2018.
Utwór napisali Leonid Gutkin, Netta Nimrodi oraz Arie Burshtein.
W maju 2018 utwór reprezentował Rosję w 63. Konkursie Piosenki Eurowizji w Lizbonie i odpadł w półfinale, zajmując 15. miejsce i zdobywając 65 punktów.
Do utworu zrealizowano oficjalny teledysk, który został opublikowany 11 marca 2018 na kanale „Eurovision Song Contest” w serwisie YouTube.

## Lista utworów
Digital download
1. „I Won’t Break” – 2:59